# 천하무적 야구단
《천하무적 야구단》은 2010년 종영된 KBS의 주말 예능 TV 프로그램 《천하무적 토요일》의 코너이자, 연예인 야구단이다. 2010년부터는 김인식 감독이 총감독을 맡게 되었다. 특히, 이 해의 목표는 승률 0.500이상의 팀을 상대로 승률 0.500 달성이며 11패를 하면 야구단이 해체된다. 대동단결 이후의 대결은 승률에 영향을 준다. 그러나 2011년 1월 KBS 2TV 개편으로 인해 2010년 12월 25일 방송분을 끝으로 종영하였다.

## 출연진

### 선수 및 코치 명단
- 선수
  - 투수
    - 이하늘 (오버핸드, 언더핸드)
    - 김성수 (오버핸드)
    - 김동희 (오버핸드)
    - 김창렬 (오버핸드)
    - 한민관 (오버핸드)
    - 오지호 (오버핸드)
    - 탁재훈 (사이드암)
    - 임형준 (오버핸드)

  - 포수
    - 이현배 (우투우타)
    - 이하늘 (우투우타)
    - 마리오 (좌투우타)

  - 내야수
    - 오지호(1루수 - 우투우타)
    - 신동호(2루수 - 우투우타)
    - 이하늘 (유틸리티 내야수 - 우투우타, 3대 주장)
    - 김창렬 (3루수 및 유격수와 2루수 - 우투우타)
    - 김성수 (유격수 및 2루수 - 우투우타)
    - 탁재훈 (2루수 및 유격수와 3루수 - 우투우타)
    - 김현철 (2루수 - 우투우타)
    - 임형준 (3루수 - 우투우타)
    - 김준 (1루수 - 우투우타)
    - 조빈 (1루수 - 우투우타)
    - 김동희 (유격수 및 3루수 - 우투우타)

  - 외야수
    - 마리오 (중견수 - 좌투우타)
    - 한민관 (우익수 - 우투우타)
    - 김준 (좌익수 - 우투우타)
    - 임형준 (중견수 및 우익수와 좌익수 - 우투우타)
- 코치, 감독진
  - 주루, 투수코치 : 이경필(전 두산 베어스 투수)
  - 단장 : 백지영
  - 기술고문 및 해설위원 : 김성한
  - 총감독 : 김인식

## 하차멤버
- 김C (감독)
- 마르코 (우익수 및 좌익수 - 우투우타)
- 임창정 (투수 - 언더핸드 - 우투우타)
- 조동혁 (좌익수 및 포수 - 우투우타)

## 중계진
경기마다 다르나 보통 허준, 백지영, 김성한이 중계를 했다.

## 캐스터
- 이수근:1~4회, vs 배명중, 지옥훈련 등
- 황현희:발야구전(vs 용인조기축구회) 단발
- 이광용:티볼배팅 훈련 단발
- 허준:7회~최종회

## 내레이션
- 양희은 (가수)
- 양희경 (배우)

## 역대 주장
- 1대 마르코 - 재임 : 2009.04.25 ~ 2009.08.29 (부주장 이하늘)

2009년 4월, 경기도 양평 폐교 합숙소에서 대원들의 추대를 받아 취임하였다. 곧잘 해내는 듯 싶어도 금방 실책을 해내 좋지도 나쁘지도 않은 주장 역할을 해왔다. 김C감독은 결국 2009년 8월, 제주도에서 마르코의 퇴임식과 주장위임식을 열고 김창렬이 주장을 대신하라고 명명했고 결국 그 때문에 4개월간의 주장생활을 마쳤다.
- 2대 김창렬 - 재임 : 2009.08.29 ~ 2009.12.26

석모도에서 주장자리를 위임받았다. 모든 팀을 대표하는 권위로 확실이 자리잡았으며, 각종 대회의 시상품도 모두 주장인 김창렬이 받았다. 전임 마르코는 김창렬을 견제하면서도 지지한다. 현재 꾸준히 주장 노릇을 해 오고 있는 상태이다. 그러던 도중 제주도 전국대회에서 부산 마이무따아이가에 패한 뒤 주장 자리를 이하늘에게 양도하게 된다.
- 3대 이하늘 - 재임 : 2009.12.26 ~ 2010.12.25

김창렬의 뒤를 이어 3대 주장이 되었으며 위기의 상황에도 기죽지 않고 선수들을 위해 파이팅을 외쳐주는 좋은 면모를 보이고 있으나 정작 본인의 타석에서는 항상 자신감 없는 듯한 모습과 끝없는 자책을 보인다. 하지만 대동단결전부터 타격에 자신감을 갖기 시작하여 꾸준히 안타를 쳐내고있다.
하지만 방송 종영후 주장생활을 2010년 12월 26일을 끝으로 주장생활을 마쳤다.

## 천하무적야구단 서포터즈
전국대회 대비로 서포터즈를 창단함으로써 관중들에게 인기가 높았다. 하지만 2009년 겨울시즌에 날씨 때문에 응원하기 부적합하다는 이유로 휴식기를 줬다고 표현했으나 스케줄과 방송 분량 등의 이유로 2010년까지 등장하지 않고 있다가, 2010년에는 서포터즈 2기가 응원을 했었다.

### 1기
- 홍진영
- 소연(티아라)
- 이수정(레이싱모델)
- 이승하(탤런트)

### 2기
- 노아랑(치어리더)
- 제이비
- NS윤지
- 연지(오로라)
- 은지(나인뮤지스)

## 골병든 글러브 시상식
골든 글러브 시상식을 패러디하여 진행되었다.

### 1회 시상식 (2009년)
2009년 12월 26일 방송분에서 발표되었다. 김주찬, 류현진, 홍성흔, 황재균, 김현수, 홍수아, 박정아, 진보라, 정가은 등이 시상자로 초청되었다.
- 신인상: 마르코
- 타박상: 이하늘, 이현배
- 완소상: 3위 임창정, 2위 김성수, 1위 동호 (시청자 투표로 선발되었음)
- 우정상: 서포터즈(소연, 홍진영, 이수정, 이승하)
- 공로상: 김C
- 꿈나무상: 김상수 (프로야구 선수들의 투표로 선발되었음)
- 비호감상: 김상수 (프로야구 선수들의 투표로 선발되었음)
- 베스트 플레이상: 동호
- 대상: 오지호
- 상: 김창렬, 조빈, 한민관, 마리오, 김준

※ 김C는 이 방송분을 끝으로 감독에서 사임, 프로그램에서 하차하였다.

### 2회 시상식 (2010년)
2010년 12월 25일 방송분에서 발표되었다.
- 투수: 김동희
- 포수: 이하늘, 이현배
- 우익수: 임형준, 한민관, 조빈
- 지명타자: 김현철
- 이것저것 플레이어상: 탁재훈
- 베스트 플레이어상: 김상수
- 공로상:
  - 해설: 김성한
  - 지도자: 이경필
  - 응원: 서포터스, 한민관
  - 매니저: 조규상 (김창렬 매니저)
- 골병든 글러브상: 이하늘

※ 이 방송분을 끝으로 천하무적 야구단은 종영되었다.

## 창원 게릴라 공연
천하무적 야구단 팀은 꿈의 구장 설립을 위해 창원에서 게릴라 콘서트를 열었다. 이 콘서트에 모인 관중들에게는 야구공을 판매했었다.
- 난타 - 팀 전원, 단장 백지영
- 슈퍼맨 - 노라조(조빈 소속그룹)
- 슈퍼스타KBS (김성원 패러디) : 탁재훈
- 달인 - 김창렬(사회), 한민관(달인), 이하늘(수제자)
- 루시퍼 - 쉬었니(샤이니 패러디) : 마리오, 이현배, 김동희, 임형준, 조빈
- 시끄러 - 유키스(동호 소속그룹)
- 까불지마 - 티맥스(김준 소속그룹)
- Bad Girl Good Girl - 미스 에라이(미쓰에이 패러디) : 김현철, 김성수, 김준, 동호
- 둥지(남진의 곡) - 오지호

## 수상

### 야구부문
- 대한야구협회 홍보대사
- 제1회 국민생활체육회장기 전국야구대회 공로패

### TV부문
- 2009년 제8회 KBS 연예대상
  - 베스트 팀워크상
  - 최고 엔터테이너상 : 이하늘